# Uwe Brandl

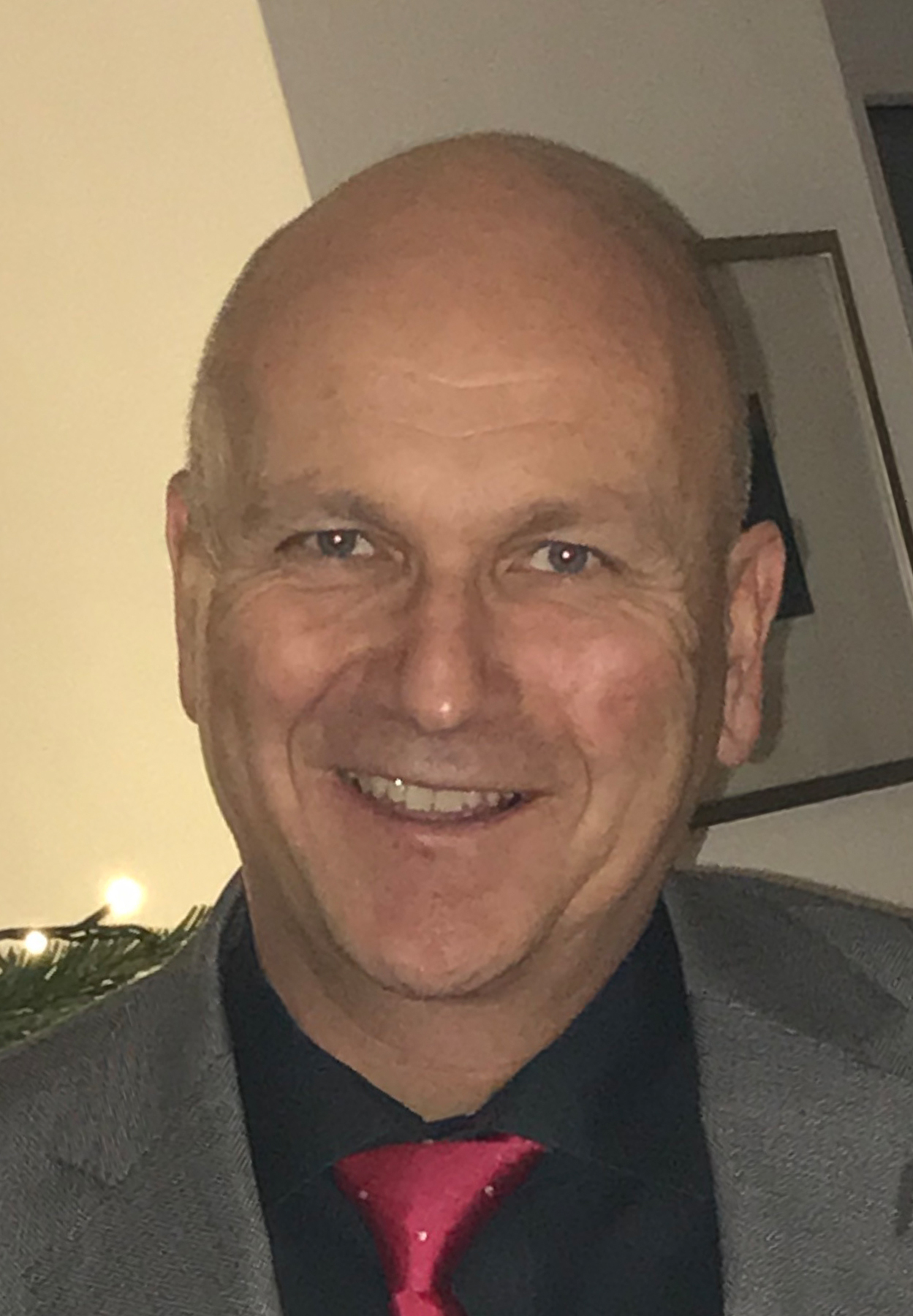
Uwe Brandl (2017)

Uwe Brandl (* 27. Oktober 1959 in Abensberg) ist ein deutscher Politiker der CSU. Er war von 1993 bis 2023 Bürgermeister der Stadt Abensberg, Präsident des Bayerischen Gemeindetages sowie seit dem 1. Januar 2023 Präsident des Deutschen Städte- und Gemeindebundes. Dieses Amt hatte er bereits von 2018 bis 2020 inne. Uwe Brandl ist Mitglied im Rundfunkrat des Bayerischen Rundfunks.

## Leben
Nachdem Brandl schon seit 1974 politisch als Mitglied der Schüler-Union, der Jungen Union und der CSU aktiv war, machte er 1980 das Abitur am Donau-Gymnasium in Kelheim. Nach seiner Zeit bei der Bundeswehr studierte er von 1982 bis 1986 Jura mit dem Schwerpunkt Verwaltungs- und Wirtschaftsrecht in Regensburg. Von 1986 bis 1989 folgten das Referendariat, die Promotion, Heirat und eine Tätigkeit als wissenschaftlicher Mitarbeiter am Lehrstuhl für Öffentliches Recht der Universität Regensburg. Von 1990 bis 1993 arbeitete er als Rechtsanwalt für Bau- und Wirtschaftsrecht. Seit 1993 ist er Erster Bürgermeister der Stadt Abensberg, seit 1996 Mitglied des Kreistages des Landkreises Kelheim. Von 1998 bis 2002 war er Zweiter Vizepräsident des Bayerischen Gemeindetages, seit 2002 ist er Präsident des Bayerischen Gemeindetages und seit 2023 erneut Präsident des Deutschen Städte- und Gemeindebundes. Dieses Amt hatte er bereits von 2018 bis 2020 inne. 2017 wurde Uwe Brandl bei zwei Gegenkandidaten mit 61 % der Stimmen zum fünften Mal zum Bürgermeister gewählt. 2008 wurde er als Präsident des Bayerischen Gemeindetages mit 100 % der Stimmen wiedergewählt. Im Juli 2022 kündigte er an, 2023 nicht mehr um das Amt des Bürgermeisters kandidieren zu wollen. Vorausgegangen waren Differenzen mit Mitgliedern seines Ortsverbandes.
Als Verfasser und Mitherausgeber publizierte Brandl verschiedene kommunalbezogene Fachbücher und Aufsätze. Außerdem veröffentlichte er mehrere Bücher mit Gedichten und Geschichten für „große und kleine Kinder“. 2021 erschien seine erste Kriminovelle.

## Schriften
- Kommunale Konzepte. Jüngling, Karlsfeld bei München 2002, ISBN 3-88947-081-5
- Praxiswissen für Kommunalpolitiker. Jehle, München, Berlin 2002. 3. Auflage 2008, ISBN 978-3-7825-0516-1
- mit Ulrich Lenz, Klaus Puhr-Westerheide: Statusreport Neues Kommunales Rechnungswesen in Bayern. Jehle, München 2003, ISBN 3-7825-0457-7
- Nikolo bum bum, witzige Geschichten rund um Weihnachten, Kastner Verlag, Wolnzach 2014, ISBN 978-3-945296-09-7
- Pack die Badehose ein, skurrile Storys aus dem Urlaub, Kastner Verlag, Wolnzach 2015, ISBN 978-3-945296-23-3
- Erzähl doch keine Märchen, Mystisches und Magisches für Jung und Alt, Kastner Verlag, Wolnzach 2016, ISBN 978-3-945296-49-3
- Die kleine Mäusegemeinde, didaktische Fabel zur Funktion der Demokratie und Gemeinde, Kommunal- und Schulverlag, Wiesbaden 2017, ISBN 978-3-8293-1227-1
- Der Genesis Pakt, eine Kriminovelle, Kastner Verlag

## Auszeichnungen
- 1992: Ehrenmedaille der Bundeswehr
- 2005: Soldnermedaille
- 2007: Bundesverdienstkreuz am Bande
- 2010: Bayerischer Verdienstorden
- 2021: Bundesverdienstkreuz 1. Klasse[5]
- 2025: Kommunale Verdienstmedaille in Gold[6]